# Mascoutah
Mascoutah is een plaats (city) in de Amerikaanse staat Illinois, en valt bestuurlijk gezien onder St. Clair County. Het stadje ligt in de periferie van Saint Louis en behoort tot Greater Saint Louis.  Zeven kilometer ten noordwesten van het stadje ligt de Scott Air Force Base, een belangrijke vliegbasis van de United States Air Force.

## Demografie
Bij de volkstelling in 2000 werd het aantal inwoners vastgesteld op 5659. In 2006 is het aantal inwoners door het United States Census Bureau geschat op 6209, een stijging van 550 (9,7%).

## Geografie
Volgens het United States Census Bureau beslaat de plaats een oppervlakte van 22,6 km², waarvan 22,4 km² land en 0,2 km² water. Mascoutah ligt op ongeveer 141 m boven zeeniveau.

## Plaatsen in de nabije omgeving
De onderstaande figuur toont nabijgelegen plaatsen in een straal van 12 km rond Mascoutah.

## Geboren
- Dean W. Smith (?), componist, muziekpedagoog en trombonist